# 小块腹菌属
小块腹菌属（学名：Protuberella）是鬼笔科下的一个属。

## 下属物种
本属包括以下物种：
- 北方小块腹菌 Protuberella borealis (S.Imai) S.Imai & A.Kawam.